# William P. Fessenden
Pour les articles homonymes, voir Fessenden.
William Pitt Fessenden, né le 16 octobre 1806 à Boscawen (New Hampshire) et mort le 8 septembre 1869 à Portland (Maine), est un homme politique américain. Membre du Parti whig, de l'Opposition Party (en) puis du Parti républicain, il est représentant du Maine de 1841 à 1843, secrétaire au Trésor entre 1864 et 1865 dans l'administration du président Abraham Lincoln, et sénateur du même État de 1854 à 1864 puis de 1865 à 1869.

## Biographie
William P. Fessenden a été représentant du 2e district congressionnel du Maine de 1841 à 1843 puis sénateur du Maine à deux reprises, entre 1854 et 1864, et entre 1865 et 1869.
Il a également occupé le poste de secrétaire au Trésor de 1864 à 1865 dans l'administration Lincoln.